# Йонел Братіану
Йонел Братіану (Бретіану; рум. Ionel Brătianu, Ion IC Brătianu, *20 серпня 1864, маєток Флоріка, поблизу Штефенешті, Жудець Арджеш, Об'єднане князівство Валахії і Молдови — †24 листопада 1927, Бухарест) — румунський ліберальний державний і політичний діяч, лідер націонал-ліберальної партії Румунії, представник родини Братіану, члени якої займали важливі державні, серед інших — міністерські, посади у Румунському королівстві.

## Біографія

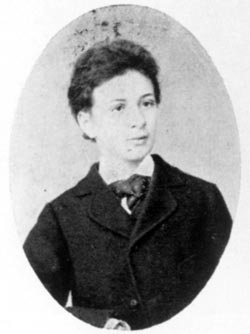
Йонел Братіану 1882

Братіану п'ять разів — більше, ніж будь-хто, — ставав прем'єр-міністром Румунії. На періоди перебування його на цьому пості припали участь Румунії в Першій світовій війні, Паризька мирна конференція, приєднання Трансильванії і Буковини до Румунії і ряд інших знакових подій. У зовнішній політиці своїм головним завданням Братіану вважав максимальне розширення меж румунської держави за рахунок етнічно румунських територій. З 1907 по 1926 (з перервами) Братіану, крім усього іншого, очолював міністерства внутрішніх справ, національної оборони, громадських робіт. Займав пост міністра закордонних справ. З 1923 — почесний член Румунської академії.
Народився 20 серпня 1864 в маєтку Флоріка неподалік від Штефенешті в родині видатного румунського політичного діяча Йона Братіану, який згодом двічі обіймав посаду прем'єр-міністра країни. Йонел був першим сином і третьою дитиною в родині Бретіану — до моменту його народження у Йона і його дружини Пії, уродженої Плешояну, вже було дві дочки, а згодом в сім'ї народилися ще дві дочки і сини Діну і Вінтіле.

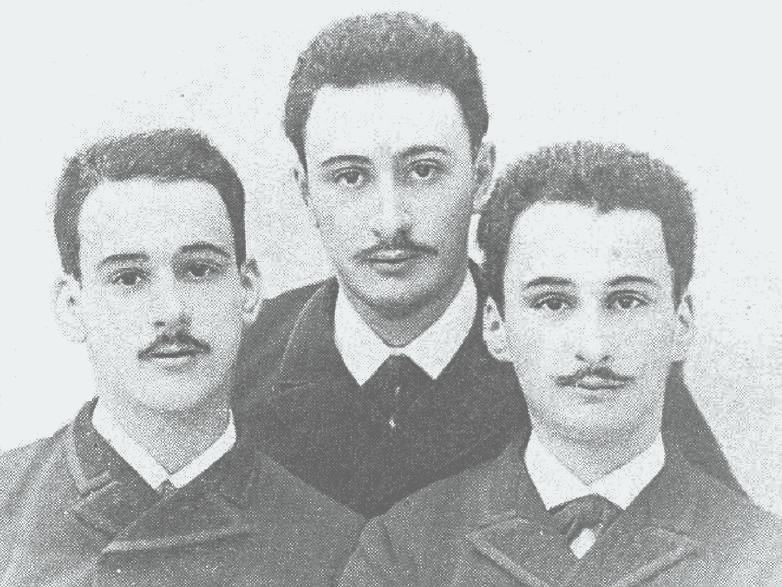
Брати Братіану 1885. Зліва направо: Діну, Йонел, Вінтіле

Йон Братіану виховував своїх дітей в дусі патріотизму, намагався забезпечити їх гармонійний фізичний і духовний розвиток. Йонел, з дитинства відрізнявся хорошою уявою і інтуїцією, не був винятком. Його першим учителем стала мати — з її допомогою хлопчик придбав навички читання і письма, вперше познайомився з географією, математикою, почав вивчати французьку мову. У 1873 батьки Йонела найняли для дітей швейцарську гувернантку, завдяки якій ті приступили до вивчення нового, німецької мови, а також освоїли гру на фортепіано, стали займатися малюванням, читати Біблію. У 1875 Йонел закінчив чотири класи початкової школи. Навчання він продовжив вже в Бухаресті, куди його сім'я переїхала в наступному році, після призначення Йона Братіану прем'єр-міністром Румунії. Тут, в столиці, Йонел вступив до Національного колледжу Святого Сави. Зарекомендував себе старанним учнем, у нього було найбільше зацікавлення до математики та літератури, але в значній мірі цікавився і долею румунського народу. Великий вплив на підлітка справили військові дії румунів проти османських військ, свідком яких він став за ініціативою батька, в ту пору колишнього військового міністра. Влітку 1882, здавши бакалаврські іспити, Йонел на недовгий період часу відправився добровольцем до лав румунських збройних сил.
Влітку 1883 дев'ятнадцятирічний Бретіану відправився в Париж і вступив до коледжу Сен-Барб — установа, де на високому рівні викладалися математика і фізика. Домігшись високих результатів в коледжі, юнак вирішив отримувати подальшу освіту в знаменитій Політехнічній школі, куди в травні 1884 записався слухачем. З осені 1886 також відвідував престижну паризьку школу мостів і доріг. Влітку 1889 Братіану завершив курс навчання в Політехнічній школі і отримав диплом інженера. Після повернення на батьківщину, з осені 1889, Братіану став працювати за фахом на румунських залізницях. В його обов'язки входила робота над вирішенням технічних питань, що стосуються організації руху по залізницях країни. Так, взимку 1891 на молодого інженера була покладена відповідальність за стан залізниць Молдови.
У політичне життя Румунії Йонел Братіану увійшов в 1895, вже після смерті свого впливового батька.

## Початок політичної кар'єри

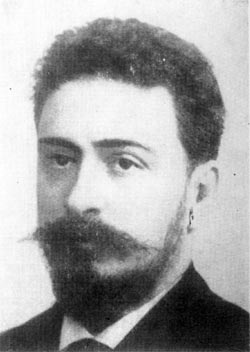
Майбутній прем'єр-міністр на ночатку своєї політичної кар'єри

У 1905 Братіану взяв участь в організації так званих народних банків, що полегшували заможним селянам отримання кредитів, і агітації за створення сільської каси. Ця установа, за задумом націонал-лібералів, повинна була скуповувати маєтки, а потім перепродувати їх дрібними ділянками селянам. 9 листопада 1905, виступаючи в парламенті, Братіану запевнив поміщиків, що діяльність сільської каси не тільки не буде суперечити їх інтересам, але, навпаки, відповідати таким, створюючи соціальну опору в селі. 15 січня 1907 на партійних зборах націонал-лібералів Братіану зажадав зміни, на його думку, «слабкого», а тому «небезпечного» уряду .
У березні 1907, в розпал селянського повстання в Румунії, Братіану був призначений міністром внутрішніх справ країни. До боротьби з повсталими він привернув громадян, що побоювалися за своє майно, розпорядившись про видачу їм гвинтівок. 13 березня влада перейшла від консерваторів до націонал-лібералів. У новому уряді, незважаючи на те, що главою його був старий Дімітріє Стурдза, головну роль грав саме Братіану, який взяв на себе керівництво над придушенням селянських виступів і відновленням порядку в Румунії. Селянське повстання показало, що система аграрних відносин, що мала місце в Румунії, застаріла і потребувала кардинальних змін. Долаючи опір ряду консервативних угруповань, в період з 1908 по 1910 націонал-ліберали в парламенті лобіювали кілька законів, що забезпечували більш сприятливі умови для розвитку капіталістичних відносин в сільському господарстві.

## Перший термін (1909—1911)
У січні 1909 Братіану змінив Стурдзу на посаді голови партії. У липні — вересні 1909 новий прем'єр-міністр здійснив офіційні візити в Австро-Угорщину і Німеччину з метою подати на розгляд владі цих країн план територіальної компенсації для Румунії за рахунок болгарських територій в разі порушення існуючого на Балканах статусу-кво по лінії Варна — Русе . Поїздка не принесла Румунії успішних результатів: німецькі власті визнали план «неактуальним», а у Відні Братіану порадили зайняти «пасивну і вичікувальну позицію». В цілому в передвоєнні роки зовнішньополітичні симпатії Братіану схилялися на користь держав Троїстого союзу, незважаючи на успадковану ним від батька франкофільскую позицію.

## Другий термін (1914—1918)
Між Антантою і Центральними державами

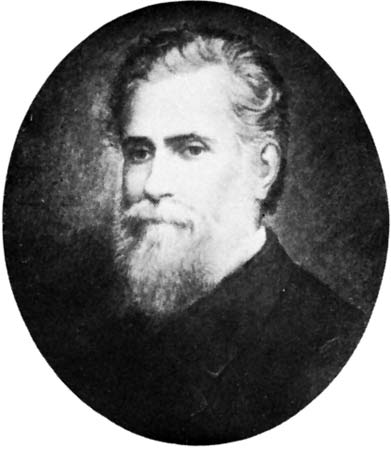
Портрет Йонела Братіану

Ще до безпосереднього початку Першої світової війни влада Німеччини і Австро-Угорщини стали докладати всіх можливих зусиль до того, щоб Румунія вступила у війну, спираючись на формальні румунські зобов'язання. Братіану всіляко затягував з відповіддю. 3 серпня, незабаром після початку військових дій, в замку Пелеш в Синаї відбувся коронна рада, що обговорювала питання про позицію Румунії в майбутньому конфлікті. За підтримку австро-німецького блоку висловилися лише король і колишній прем'єр-міністр, переконаний германофіл Петра Короп, тоді як решта присутніх на чолі з Братіану воліли зайняти вичікувальну позицію. «Цілком ймовірно, війна буде довгою, — сказав він на засіданні. — Почекаємо, як розвиватимуться події. Нам ще випаде нагода сказати своє слово». Після цього Короп вступив в полеміку з Братіану, але, поки вони сперечалися, прибула телеграма, яка підтвердила нейтралітет Італії. З урахуванням цієї обставини, а також відносного консенсусу присутніх на користь пропозиції Братіану, загальним підсумком засідання стало прийняття комюніке: Румунія займає позицію «збройного вичікування». Надалі королівство слідувало тактиці «збройного очікування» протягом двох років — з серпня 1914 по серпень 1916 років. Весь цей час Братіану віддавав перевагу політиці лавірування між країнами Антанти і Центральними державами, дотримувався крайньої обережності, намагаючись підтримувати нормальні відносини з обома таборами. За цей дворічний період він жодного разу не розкрив свої плани ні в парламенті, ні в пресі, за що газетярі прозвали Братіану «сфінксом».
Слідуючи своїм задумам, 1 жовтня 1914 Братіану уклав з російським урядом конвенцію, за якою останнім визнавало за Румунією «право приєднати населені румунами області до Австро-Угорської монархії», і до того ж в будь-який зручний для неї момент, в обмін на нейтралітет королівства. Поступово симпатія Братіану перейшла на бік Антанти: за підтримки ряду румунських політиків він зайнявся розробкою програми територіальних придбань за рахунок Австро-Угорщини. Переговори з Росією тривали все літо, аж до того, поки погано озброєні, потерпілі ряд відчутних поразок російські війська не перейшли в відступ на схід. В умовах, що склалися, а також у зв'язку з безперервним дипломатичним тиском з боку Франції і Великої Британії, які вимагали поступок для Румунії, російська влада була змушена піти на умови Братіану і на компроміс з румунським прем'єр-міністром. Дізнавшись про тиск на Росію, який чиниться союзними державами, той, в свою чергу, став ще наполегливіше наполягати на задоволенні всіх своїх вимог, підкресливши, що в такому випадку був би готовий виступити при будь-якому положенні справ в Галичині. Коли ж Росія погодилася на виставлені їм умови, виявилося, що глава румунського уряду навіть не визначився з терміном виступу проти Центральних держав.
У грудні 1914 року всі партії в парламенті Румунії прийняли пропозицію уряду — не обговорювати зовнішньополітичних питань. Вся зовнішня політика була цілком довірена Братіану. Навіть представники опозиційних партій підтримували дії прем'єр-міністра, осуджуючи його виключно за шантажистські методи ведення переговорів. У цьому особисто переконався російський посол в Румунії Поклевскій, що почав об'їзд діячів опозиції з метою заручитися їхньою підтримкою в діалозі з Братіану.
Влітку 1915 року, в розпал Галліполійській кампанії, Велика Британія поставила Росії умову в категоричній формі: угода з Румунією має бути досягнуто за будь-яку ціну. Вхід Румунії до складу Антанти був єдиним шансом для Великої Британії на перемогу в Галліполі: по румунській території проходив єдиний шлях, по якому союзники переправляли зброю в Османську імперію, і якщо поки Братіану лише «засмучував» цей процес, то в разі приєднання країни до Антанти він б позбавив Німеччину і Австро-Угорщину такої можливості. Братіану, тим часом, продовжував затягувати з прийняттям остаточного рішення. А потім і зовсім сталося непередбачене: румунський прем'єр-міністр відмовився підписати підготовлену угоду на своїх же умовах, пославшись на протидію колег по кабінету міністрів. При цьому Братіану обмовив, що вважає домовленість між урядами Росії і Румунії щодо територіальних домагань останньої «остаточно встановленою». На думку політологів, відмова міністрів була інсценована ним самим для того, щоб, проговоривши всі вимоги, піти від формального приєднання до Антанти. Втім, заборона на провезення зброї до Туреччини Братіану залишив в силі.
Для того, щоб перестрахуватися на випадок переходу переваги у війні до країн Четверного союзу, Братіану підтримував контакти з австрійськими та німецькими дипломатами і політиками, повідомляючи їм, нібито вступ Румунії у війну на боці Центральних держав є його особистим бажанням, і лише складна внутрішньополітична обстановка в країні заважає йому втілити його в дійсність. Відразу після ради в Синаї 3 серпня він накидав текст телеграм в Берлін. У них Братіану пояснював, що Румунія не може вступити у війну не тільки через страх перед невдоволенням румунської громадськості та масштабним наступом російських військ, але ще й тому, що Німеччина і Австро-Угорщина не попередили її про свої наміри, порушивши, таким чином, казус фьодеріс. Незважаючи на це, глава уряду Румунії дав гарантію, що в разі болгарського нападу на Сербію румунський уряд не вживатиме ніяких дій. Прем'єр-міністр також наводив довідки у австрійського посла в Румунії Оттокара Черніна з приводу отримання територіальних компенсацій в обмін на румунський нейтралітет. Влада Австро-Угорщини на це не пішла. «Робити дармові вчинки безглуздо», — писав завбачливий Чернін, який розумів, що Антанта може запропонувати більше, і Братіану, на його погляд, волів би «поцупити Трансильванію без ризику», ніж йти на такий заради придбання Бессарабії і частини буковинських територій.
Згодом румунська громадськість стала все частіше критикувати курс, обраний Братіану. У Бухаресті та інших містах проходили мітинги і маніфестації з вимогами якнайшвидше виступити проти Австро-Угорщини і відправити армію в Трансильванію. Парламент дорікав уряд в нерішучості. Тим часом розбіжності в поглядах з питання про вступ Румунії у війну спостерігалися практично в усіх політичних партіях країни. Бретіану, який очолював правлячу націонал-ліберальну партію, вдалося усунути протиріччя серед її членів, і суперечки обмежилися виходом зі складу партії лише малого германофільского угруповання на чолі з Константином Стере.

## Третій термін (1918—1919)
Знову Братіану очолив уряд Румунії в грудні 1918, в розпал революційних подій в країні. В умовах з вкрай напруженими обставинами на території Європи, зумовленої зростанням революційного руху, новому уряду потрібно було запобігти поширенню відповідних настроїв в Румунії. Парламентські вибори, призначені на травень, спочатку були перенесені на липень, потім на серпень, потім на жовтень, однак і в жовтні їх проведення не відбулося — Братіану розумів, що ризик втратити владу з боку націонал-лібералів, незважаючи на підтримку короля, був дуже високий: проти уряду Братіану висловлювалися як ліві ліберали, які утворили так звану трудову партію, так і сформована у квітні 1918 консервативна «Народна ліга» на чолі з генералом Авереску, згодом реорганізована в "Народну партію.
На Паризькій мирній конференції, що відбулася в 1919-1920, румунську делегацію очолював саме Братіану. Положення румунів на конференції було вкрай складним — аж до її відкриття Антанта залишала відкритим питання, чи слід вносити Румунію, що уклала сепаратний мир з противником, нехай надалі і повернулася до складу союзного блоку, в число країн-переможниць або ж ні. Слідуючи своїм попередніми планами, 2 лютого він виклав на мирній конференції свої домагання, декларовані ще в рамках договору 1916, і в той же час визнання за Румунією території Бессарабії, приєднаної до неї навесні 1918. Намагаючись змінити ситуацію на свою користь, викликавши до себе організаторів заходу, Братіану зробив ставку на ворожість західних політиків по відношенню до революційних подій в Росії, кажучи про готовність Румунії «чинити опір більшовизму, і не тільки у власних інтересах, а й в інтересах всієї Європи і навіть, що не перебільшуючи, в інтересах світової цивілізації». Приєднання Бессарабії він пояснював неможливістю «уявити існування румунського народу без Дністра». Незважаючи на це, Антанта використовувала «бессарабський конфлікт» як засіб тиску на румунський уряд і намагалася всіляко затягнути виконання вимог останнього. Крім того, всі країни-союзниці, за винятком Італії, вважали, що договір 1916 втратив чинність після укладення сепаратного миру між Румунією і Центральними державами. На пропозицію колишнього міністра Тимчасового уряду Маклакова провести плебісцит у районах з переважно молдавським населенням, підтримане держсекретарем США Робертом Лансінгом, Братіану відповів категоричною відмовою з посиланням на те, що це «небезпечно». «Росія окупувала Бессарабію, щоб дійти до Константинополя, — аргументував він свою позицію. — У той момент, коли Константинополь перестане бути метою її зовнішньої політики, тоді відпаде і всякий її інтерес до Бессарабії». Пізніше його син, Ґеорґе Братіану, згадував, що батько боявся соціальної революції в Бессарабії, що і змусило його заперечити проти ідеї плебісциту.
22 березня 1919 року прем'єр-міністр Великої Британії Ллойд Джордж повідомив Братіану про те, що Антанта має намір здійснити виступ проти угорських комуністів, які прийшли до влади в країні, і в зв'язку з цим запропонував Румунії надати бойове спорядження для стотисячного армії. З аналогічними заявами на адресу прем'єр-міністра виступили уряд Франції і головнокомандувач союзними військами Фердинанд Фош, зустрічі з яким глава румунського уряду часто мав в той період.
Незважаючи на рішучість дій Братіану, втручання Антанти поклало кінець його масштабним зовнішньополітичним планам. У вересні 1919 потерпілий ряд невдач у внутрішній і зовнішній політиці прем'єр-міністр був змушений втретє піти у відставку. Незважаючи на успішні дії з придушення робітничих і селянських виступів в країні, уряду Братіану не вдавалося повною мірою впоратися з революційним рухом. Реакційна політика прем'єр-міністра, на думку його політичних опонентів, лише сприяла його розвитку. 22 лютого Народна партія і прогресивні консерватори об'єдналися в опозиційний блок. Підсумки зовнішньополітичних зусиль колишнього прем'єр-міністра також не принесли очікуваних плодів: в кінцевому підсумку, вже після відходу Братіану від справ, румунська делегація покинула Паризьку конференцію, так і не задовольнивши всіх своїх вимог. Підписавши Версальський договір, делегація на чолі з Братіану, проте, відмовилася від підписання Тріанонського і Сен-Жерменського договорів, так і не погодившись зі статтями про захист національних меншин та передачі частини Банату Югославії.
Не будучи прем'єр-міністром, але продовжуючи входити в правлячі кола Румунії, в період між 1919 і 1920 роками Братіану, що був лідером однієї з опозиційних партій, активно виступав проти проектів створення Малої Антанти — альянсу Румунії, Чехословаччини та Югославії (спочатку в нього планувалося включити ще й Польщу). Аж до 1922 він де-факто визначав зовнішньополітичний курс держави, незважаючи на недавню відставку з поста глави уряду.

## Четвертий (1922—1926) і п'ятий (1927) терміни
На початок 1920-х років у Румунії припав період стабілізації економіки держави. З ним збіглося повернення до влади націонал-ліберальної партії. У 1922 її беззмінний лідер Йонел Братіану в четвертий раз став прем'єр-міністром Румунії. За своїм звичаєм, прийшовши до влади, він розпустив парламент, а в березні того ж року в Румунії відбулися нові парламентські вибори, за підсумками яких переважна більшість місць у законодавчих зборах дісталося націонал-лібералам. Зважаючи на це, а також з урахуванням економічного підйому в країні, сім'я Братіану, за словами самого Фердинанда I, стала «другою династією в королівстві». Незважаючи на подібну характеристику, король незмінно підтримував націонал-ліберальну партію і знаходився під великим впливом з боку Братіану. Це дозволило останньому стати фактичним диктатором країни, яким він був аж до своєї смерті.
Знову отримавши посаду прем'єр-міністра, Братіану продовжував захищати зовнішньополітичні інтереси Румунії, в першу чергу, що стосувалися відносин з недавно утвореним СРСР і бессарабського питання. Так, за директивою прем'єр-міністра делегація Румунії на радянсько-румунській конференції у Відні в 1924 відхилила пропозицію СРСР про проведення плебісциту в Бессарабії, в результаті чого конференція закінчилася безуспішно. У тому ж році з ініціативи Братіану було жорстко придушено селянське Татарбунарське повстання в Буджаку, а також заборонена Румунська комуністична партія. Вважається, що саме в період четвертого терміну Братіану румунська держава увійшла в так званий «санітарний кордон».
22 листопада 1927 в країні стало відомо про те, що 63-літній Братіану хворий гострим тонзилітом, що спровокував появу інфекції. На наступний день лікарі зафіксували у нього вкрай високу температуру і виявили ознаки задухи, внаслідок чого доктор Ангелеску виконав трахеостомію, а ввечері того ж дня доктор Траян Наста зробив ще кілька зовнішніх надрізів, однак зупинити проникнення інфекції в організм було вже неможливо. 24 листопада 1927, о 6:45 ранку, прем'єр-міністр помер в Бухаресті. Глава кабінету міністрів був похований на малій батьківщині, в сімейної церкви Бретіану у Флоріка, де покоїлися його батьки і ряд членів сім'ї. Смерть Братіану настала всього через кілька місяців після відходу з життя короля Фердинанда I. І якщо смерть короля позбавила націонал-лібералів покровителя на королівському троні, то зі смертю Братіану партія втратила лідера, досвідченого у зовнішньо- та внутрішньополітичній боротьбі, одного з найвпливовіших політичних діячів держави. У світлі цих подій правляча партія стала поступово втрачати свій вплив у країні — прийшов на зміну померлому братові Вінтіле Братіану протримався на посаді прем'єр-міністра трохи менше року. Епоха багаторічного правління націонал-лібералів в Румунії знайшла своє завершення.

## Сім'я
Йонел Братіану одружувався двічі. Першою дружиною політика була Марія Мурузі, представниця знатного фанаріотського роду і вдова відомого політика Александру Кузи. Їх союз тривав недовго: на наступний день після весільної церемонії чоловік подав на розлучення. Ця обставина згодом викликала сумніви в законнонародженості їхньої спільної дитини, Ґеорґе Братіану, проте в кінцевому рахунку Братіану визнав його законним сином. Спочатку їх взаємини складалися непросто, так як мати обмежувала спілкування Ґеорґе з батьком, але після 1918 їх контакти стали частішати, і поступово відносини нормалізувалися.
У 1906 Братіану одружився з Елізою Штірбу, що також походила зі знатного роду і доводилась онукою господарю Валахії Барбу I Дмитру Штірбу. Для нової обраниці Братіану, як і для першої його дружини, цей шлюб став другим: в 1890-1906 Еліза була дружиною політичного діяча Александру Маргіломана. Відомо, що в романтичних стосунках з Братіану Еліза була, ще будучи в шлюбі за Маргіломаном, що і стало причиною їхнього розлучення. Другий шлюб Братіану виявився бездітним.

## Пам'ять
|                                           |  |                                      |
| Портрет Братіану на румунській марці 1993 |  | Вулиця Йонела Братіану в Клуж-Напока |

У багатьох містах Румунії, наприклад в Клуж-Напока, є вулиці, що носять ім'я Йонела Братіану. У докомуністичний період у країні випускалися сувенірні бронзові і позолочені медалі із зображенням політика, а після повалення комуністичного режиму в 1989 Румунська пошта двічі випускала марки з його портретом.
24 листопада 1938 в Бухаресті був урочисто відкритий пам'ятник Братіану, створений відомим югославським хорватським скульптором Іваном Мештровічем. Автор монумента зобразив прем'єр-міністра в сидячій позі, схрестивши ноги по-турецьки.